# Estádio Ibn Batouta
O Estádio Ibn Batouta (em francês: Stade Ibn Batouta) é um estádio multiuso localizado na cidade de Tânger, no Marrocos. Inaugurado oficialmente em 26 de abril de 2011, foi uma das sedes oficiais do Campeonato das Nações Africanas de 2018, realizada no país. Além disso, é a casa onde o Ittihad Tanger manda seus jogos oficiais por competições nacionais e continentais. A Seleção Marroquina de Futebol também manda, esporadicamente, partidas amistosas e oficiais no estádio. Sua capacidade máxima é de 45 000 espectadores.

## Partidas importantes
O estádio já foi sede da final de torneios oficiais de clubes europeus.

### Supercopa da França de 2011
| 27 de julho de 2011 | Lille                                          | 4 – 5     | Olympique de Marseille                                    |                                                              |
| 19:45 WEST          | Balmont 9' · Hazard 57' · Sow 72' · Baša 90+2' | Relatório | Ayew 71', 90' (pen.), 90+5' (pen.) · Morel 85' · Rémy 87' | Público: 33 900 espectadores Árbitro: MAR Bouchaïb El Ahrach |

### Supercopa da França de 2017
| 29 de julho de 2017 | Monaco     | 1 – 2 | Paris Saint-Germain           |                                                                 |
| 20:00 WEST          | Sidibé 30' |       | Daniel Alves 51' · Rabiot 63' | Público: 43 761 espectadores Árbitro: MAR Noureddine El Jaafari |

### Supercopa da Espanha de 2018
| 12 de agosto de 2018 | Sevilla    | 1 – 2     | Barcelona               |                                                                   |
| 21:00 WEST           | Sarabia 9' | Relatório | Piqué 42' · Dembélé 78' | Público: 40 000 espectadores Árbitro: SPA Carlos del Cerro Grande |